# Sự kiện vật thể tầm cao Sơn Đông 2023
Vào ngày 12 tháng 2 năm 2023, một vật thể lạ không xác định được giới chức hàng hải Trung Quốc nghi là phát hiện trên vùng biển Hoàng Hải, bên trong vùng lãnh hải của tỉnh Sơn Đông, Trung Quốc, gần thành phố ven biển Nhật Chiếu, nằm trong khu vực đô thị Thanh Đảo. Trung Quốc bèn công bố kế hoạch bắn hạ vật thể nhưng không tiết lộ thêm chi tiết vào ngày 12 tháng 2 về kết quả bắn hạ vật thể lạ theo kế hoạch đã định.
Chính quyền Trung Quốc tin rằng vật thể này đe dọa đến an ninh của cảng Thanh Đảo, nơi có căn cứ hải quân lớn Khương Các Trang của Quân Giải phóng Nhân dân Trung Quốc. Khương Các Trang là trung tâm chỉ huy Hạm đội Bắc Hải của Trung Quốc đồng thời là nơi đồn trú của đội tàu ngầm tấn công hạt nhân và tàu sân bay Liêu Ninh.
Mặc dù không có cập nhật mới từ giới truyền thông nhà nước vào ngày sau khi nhìn thấy vật thể này nhưng sự kiện bỗng chốc trở thành chủ đề thịnh hành nhất trên mạng xã hội Trung Quốc, với hàng triệu lượt xem. Trung Quốc không nêu rõ chủng loại hoặc nguồn gốc của vật thể khả nghi cũng như độ cao của nó. Không rõ liệu chính quyền Trung Quốc có bắn hạ vật thể khả nghi này hay không. Các tàu đánh cá địa phương đều nhận được thông báo bằng văn bản yêu cầu họ hỗ trợ thu hồi mảnh vỡ và thu thập bằng chứng hình ảnh sau khi có lời đề nghị dọn sạch vùng biển bên dưới vùng trời bị ảnh hưởng.